# Seasoning -season your life with music-
『Seasoning ～season your life with music～』（シーズニング 〜シーズン・ユア・ライフ・ウィズ・ミュージック〜）は、2018年4月2日から2023年3月30日までJFNCの制作によりJFN系列各局で放送されていたラジオ番組である。

## 概要
2016年4月4日から2018年3月29日にかけて放送された『Day by Day』の放送枠を受け継ぎ、新しい平日午後のラジオの生ワイド番組として開始された。
パーソナリティは市川美絵が務めた。
本番組からは14時台に日替わりのパートナーを迎えて放送されることになった。
祝日は『Holiday Seasoning』（ホリデー・シーズニング）として特別プログラム扱いで放送された。
2020年11月2日の放送からは、Meganet系列かつJFN特別加盟局であるinterfmへのネットが開始された。
2023年3月16日の放送において、同月30日をもって終了することが正式に発表され、5年の歴史に幕を下ろした。後番組は『レコレール』。
本番組のパーソナリティを務めた市川は本番組の終了後、JFNC制作のレギュラー出演番組の後継として『週刊音楽論』を大半のネット局では2023年4月2日（1日深夜）に開始し日曜2時台（土曜深夜）に放送されているが、こちらは収録形式番組となっている。

## 出演者

### パーソナリティ
- 市川美絵

代演パーソナリティ
- Chigusa（2021年2月8日 - 18日）[注 1]

### パートナー
パートナーは14時台に限っての出演となった。
| 期間      | 期間       | 月曜         | 火曜     | 水曜     | 木曜     |
| --------- | ---------- | ------------ | -------- | -------- | -------- |
| 2018.4.2  | 2019.3.28  | ふかわりょう | 乙武洋匡 | IVAN     | 若新雄純 |
| 2019.4.1  | 2019.10.3  | 山路徹       | 乙武洋匡 | IVAN     | 若新雄純 |
| 2019.10.7 | 2020.5.28  | （不在）     | 乙武洋匡 | IVAN     | 若新雄純 |
| 2020.6.1  | 2020.10.29 | 角田陽一郎   | 乙武洋匡 | IVAN     | 若新雄純 |
| 2020.11.2 | 2021.4.1   | 角田陽一郎   | 乙武洋匡 | （不在） | 若新雄純 |
| 2021.4.5  | 2022.6.2   | 角田陽一郎   | 乙武洋匡 | 副島淳   | 若新雄純 |
| 2022.6.6  | 2022.9.29  | 角田陽一郎   | （不在） | 副島淳   | 若新雄純 |
| 2022.10.3 | 2023.3.30  | 角田陽一郎   | 乙武洋匡 | 副島淳   | 若新雄純 |

## 放送時間
毎週月 - 木曜 13:30 - 15:55
- ネット局によっては放送時間が異なるほか、途中に別番組を内包している場合があった。

## 基本タイムテーブル
放送終了時点
- 13:30: オープニング
- 13:55: ビートルズは終わらない〜The Beatles 4 Ever〜（2020年3月30日 - 放送終了時） - 登坂淳一
- 14:00: 14時台オープニング、メッセージ紹介
- 14:15: JFNラジオショッピング または JFNブランニューヒッツ
- 14:47: メッセージ紹介、14時台エンディング
- 14:55: 吉田麻也のチャレンジ&カバー（JFN全国ネット番組、2022年4月4日 - 放送終了時）[注 4]
- 15:00: 15時台オープニング、メッセージ紹介
- 15:42: JFNラジオショッピング[注 5] または メッセージ紹介
- 15:48: エンディング

放送終了以前に撤退
- 13:55: Zero Tunes～2000年代のポップ・ミュージック～ - 小谷大輔（一部ネット局のみ、放送開始 - 2018年9月27日）
- 13:55: Future-lists（2018年10月1日 - 2020年3月26日）
- 放送時間不明: 有村昆の映画紹介、または「シネマ」のコーナー（毎週木曜に放送。有村が週刊誌報道により活動自粛を発表したため、2021年5月13日の放送をもって事実上の降板[2]。未放送の収録済の回はお蔵入りとなり、コーナーMCもコトブキツカサに交代した。）
- 14:55: MY OLYMPIC α（JFN全国ネット番組、放送開始 - 2021年9月30日）
- 14:55: Life Time Audio～人生のプレイリスト～（JFN全国ネット番組、2021年10月4日 - 2022年3月31日）

## ジャパンDJネットワーク
2022年4月18日から本番組の放送終了時点まで放送していた月曜15時台のコーナーである。本番組ネット局のDJが登場し、番組の紹介などをしていた。紹介された番組は以下の通り。
| 2022年   | 2022年                                                                                            | 2022年                                       |
| 放送日   | 番組名                                                                                            | 備考                                         |
| -------- | ------------------------------------------------------------------------------------------------- | -------------------------------------------- |
| 4月18日  | 『ラジmott!!』（エフエム青森）                                                                    | 中里玲奈アナウンサーがリモートで出演した。   |
| 5月30日  | 『T-Joint』『Nani-Show? FRIDAY!』（エフエム徳島）                                                 | 布川夏帆アナウンサーがリモートで出演した。   |
| 7月25日  | 『Pick up On MIE ～POMie!(ポミー)～』『eスポ フライデーナイトフィーバー』など（三重エフエム放送） | 清田のぞみアナウンサーがリモートで出演した。 |
| 8月29日  | 『GOー! EVENING!』など（エフエム山陰）                                                            | 高田リオンがリモート出演した。               |
| 11月28日 | 『CHANGE』など（エフエム佐賀）                                                                    | 椎木樹人がリモートで出演した。               |

## ネット局
それぞれ放送時間の早い順から記載。全局、「radiko」・「radiko.jpプレミアム」で聴取可能だった。

### 放送終了時点
| 放送対象地域   | 放送局名                                    | 放送時間                                          | 中断 | 備考                      |
| -------------- | ------------------------------------------- | ------------------------------------------------- | --- | ------------------------- |
| 青森県         | エフエム青森（AFB）                         | 月曜 - 木曜 13:30 - 15:55                         | 13:55 - 14:00 月曜：協同組合タッケンのBrilliant Days 水曜：Doctor's Cafe 木曜：あなたのおそばに こくみん共済COOP        |                           |
| 山形県         | エフエム山形（Rhythm Station）              | 月曜 - 木曜 13:30 - 15:55                         | 14:20 - 14:30：あぐりずむ                                                                                               |                           |
| 栃木県         | エフエム栃木（RADIO BERRY）                 | 月曜 - 木曜 13:30 - 15:55                         | 13:55 - 14:00 月曜：JFNラジオショッピング 火曜 - 木曜：B-HOT! 14:20 - 14:30：あぐりずむ 14:48 - 14:50：高校野球レポート | [ 注 7 ] [ 注 8 ]         |
| [ 注 9 ]       | interfm                                     | 月曜 - 木曜 13:30 - 15:55                         | 14:54 - 15:00：InterFM897 Hotpicks Playlist                                                                             | [ 注 11 ]                 |
| 富山県         | 富山エフエム放送（FMとやま）                | 月曜 - 木曜 13:30 - 15:55                         | | [ 注 12 ]                 |
| 石川県         | エフエム石川（HELLO FIVE）                  | 月曜 - 木曜 13:30 - 15:55                         | 15:42 - 15:47：快適生活ラジオショッピング                                                                               | [ 注 14 ]                 |
| 三重県         | 三重エフエム放送（レディオキューブ FM三重） | 月曜 - 木曜 13:30 - 15:55                         | 13:55 - 14:00：レディオキューブ ニュース                                                                                | [ 注 15 ]                 |
| 島根県・鳥取県 | エフエム山陰（V-air）                       | 月曜 - 木曜 13:30 - 15:55                         | 14:20 - 14:30：お茶にしませんか?（木曜） 14:40 - 14:47：ステーションらんでぶ〜                                          |                           |
| 岡山県         | 岡山エフエム放送（FM OKAYAMA）              | 月曜 - 木曜 13:30 - 15:55                         | 14:40 - 14:47：ステーションらんでぶ〜                                                                                   |                           |
| 香川県         | エフエム香川（FM香川）                      | 月曜 - 木曜 13:30 - 15:55                         | 13:47 - 13:55：Town Infomation! 14:30 - 14:40：あぐりずむ 14:40 - 14:47：ステーションらんでぶ〜                         |                           |
| 徳島県         | エフエム徳島（FM TOKUSHIMA）                | 月曜 - 木曜 13:30 - 15:55                         | |                           |
| 長崎県         | エフエム長崎（FM Nagasaki）                 | 月曜 - 木曜 13:30 - 15:55                         | 13:55 - 14:00：EVERGOLD 15:42 - 15:47：快適生活ラジオショッピング                                                       |                           |
| 鹿児島県       | エフエム鹿児島（μFM）                       | 月曜 - 木曜 13:30 - 15:55                         | 13:47 - 13:48：交通情報 13:55 - 14:00：快適生活ラジオショッピング 14:46 - 14:47：交通情報                               |                           |
| 秋田県         | エフエム秋田（AFM）                         | 月曜 - 木曜 13:30 - 14:40                         | 13:55 - 14:00：吉田麻也のチャレンジ&カバー                                                                              | [ 注 16 ]                 |
| 山口県         | エフエム山口（FMY）                         | 月曜 - 木曜 13:30 - 14:30                         | 13:55 - 14:00：快適生活ラジオショッピング                                                                               |                           |
| 大分県         | エフエム大分（Air-Radio FM88）              | 月曜 - 木曜 13:30 - 14:55                         | 14:30 - 14:40：あぐりずむ                                                                                               |                           |
| 長野県         | 長野エフエム放送（FM長野）                  | 月曜 - 木曜 13:30 - 15:43                         | 14:20 - 14:30：あぐりずむ                                                                                               |                           |
| 福井県         | 福井エフエム放送（FM FUKUI）                | 月曜 - 木曜 13:30 - 15:50                         | 13:55 - 14:00：FM福井ニュース 15:42 - 15:47 水曜：イマドキ用語の基礎知識 木曜：JOYFUL LIFE                              |                           |
| 群馬県         | エフエム群馬（FM GUNMA）                    | 月曜 - 水曜 13:30 - 14:55                         | 13:55 - 14:00：吉田麻也のチャレンジ&カバー 14:15 - 14:20：NEWS & アドインフォメーション                                 | [ 注 17 ]                 |
| 福島県         | エフエム福島（ふくしまFM）                  | 月曜 - 水曜 13:30 - 15:55                         | 13:48 - 13:55：e-タイムG（火曜） 13:55 - 14:00：ウェザーレポート 14:40 - 14:47：快適生活ラジオショッピング              | [ 注 18 ]                 |
| 佐賀県         | エフエム佐賀（FMS）                         | 月曜 13:30 - 15:00 火曜 - 木曜 13:30 - 15:55      | 13:55 - 14:00：MONTHLY LOOP                                                                                             | [ 注 19 ] [ 注 20 ] [ 9 ] |
| 岐阜県         | エフエム岐阜（FM GIFU）                     | 月曜・火曜・木曜 13:30 - 15:55 水曜 13:30 - 15:45 | | [ 注 21 ]                 |
| 高知県         | エフエム高知（Hi-Six）                      | 月曜・水曜 14:00 - 15:55 火曜・木曜 13:30 - 15:55 | 14:30 - 14:40：あぐりずむ 14:40 - 14:47：ステーションらんでぶ〜                                                         | [ 注 22 ]                 |
| 岩手県         | エフエム岩手（FM IWATE）                    | 月曜・木曜 13:30 - 15:55 火曜 13:30 - 15:45       | 14:20 - 14:30：あぐりずむ                                                                                               | [ 注 23 ]                 |
| 滋賀県         | エフエム滋賀（e-radio）                     | 月曜 13:30 - 13:55                                | | [ 注 24 ]                 |

### 放送終了以前に打ち切り
| 放送対象地域 | 放送局名                | 放送時間                 | 放送期間                     | 中断                    | 備考      |
| ------------ | ----------------------- | ------------------------ | ---------------------------- | ----------------------- | --------- |
| 広島県       | 広島エフエム放送（HFM） | 火曜・水曜 13:30 - 15:55 | 2021年4月6日 - 2022年3月30日 | 14:51 - 14:55：交通情報 | [ 注 25 ] |